# Хахаузен
Хахаузен (нем. Hahausen) — община в Германии, в земле Нижняя Саксония.
Входит в состав района Гослар. Подчиняется управлению Луттер. Население составляет 862 человека (на 31 декабря 2010 года). Занимает площадь 9,65 км².
Коммуна подразделяется на 2 сельских округа.

## Население
| Год  | Население |
| ---- | --------- |
| 1990 | 891       |
| 1995 | 975       |
| 2000 | 965       |
| 2005 | 941       |
| 2010 | 862       |

| Год  | Численность | Численность |
| ---- | ----------- | ----------- |
| 2016 | 768         | [ 4 ]       |
| 2017 | 754         | [ 1 ]       |
| 2019 | 771         | [ 2 ]       |